# ヨハン・シサット

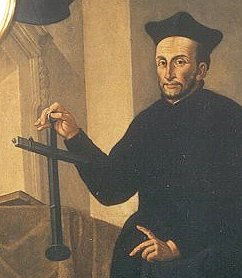
Johann Baptist Cysat

ヨハン・バプティスト・シサット（Johann Baptist Cysat、ラテン語名 キサトゥスまたはキサトス Cysatus、フランス語名 Jean-Baptiste Cysat、1587年頃 - 1657年3月17日）は、スイスのイエズス会の数学者・天文学者。
ルツェルンに生まれた。父親は日本についての書物Von den Japanischen Inseln und Konigreichen（「日本諸島実記」）を出版したレンヴァルト・シサット（Renward Cysat, 1545年 - 1614年）である。1604年にイエズス会に入り、1911年にインゴルシュタットでクリストフ・シャイナーの黒点の観測を手伝った。シャイナーは後にガリレオ・ガリレイと黒点で論争することになる。1618年、インゴルシュタット大学の数学の教授になったが、天文の研究を続けた。シサットは初めて望遠鏡を使った天体観測をおこなった人々の一人である。
彗星の研究を行い、1618年に出現した彗星を観測し、Mathematica astronomica de loco, motu, magnitudine et causis cometae qui sub finem anni 1618 et initium anni 1619 in coelo fulsit. Ingolstadt Ex Typographeo Ederiano 1619 (Ingolstadt, 1619)を出版した。彗星が太陽をまわる放物線軌道をめぐることなどを述べた。他にオリオン大星雲の観測などで知られる。